# Droga krajowa nr 132 (Kostaryka)
Droga krajowa nr 132 (hiszp. Ruta Nacional Secundaria 132/Ruta 132) – jedna z dróg krajowych w Kostaryce. Znajduje się ona w prowincji Puntarenas.

## Opis
W prowincji Puntarenas droga krajowa nr 132 przebiega przez kanton Puntarenas (przez dystrykt Chomes).